# ARP Axxe
L'ARP Axxe era un sintetizzatore analogico monofonico creato dalla ARP Instruments nel 1975. Si trattava di una versione economica e di dimensioni ridotte dell'Odyssey, e diventò, col tempo, il sintetizzatore analogico più comune.

## Storia e caratteristiche

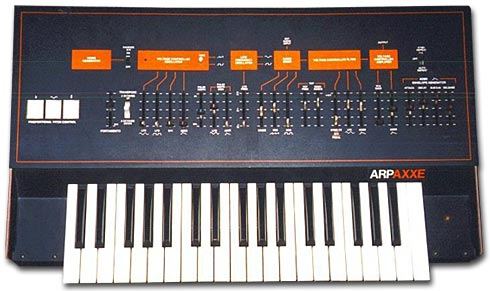
ARP Axxe

L’Axxe aveva un solo oscillatore VCO che produceva due forme d'onda diverse, che a loro volta passavano attraverso un filtro VCF passa basso a 24dB/oct e quindi in un VCA di base. La modulazione era piuttosto inflessibile, ma poteva essere applicata ad ogni parte del sintetizzatore. Notevole era nel sintetizzatore l'aggiunta di un Sample&Hold e l'abilità di far passare suoni esterni attraverso il filtro. Furono costruite tre diverse versioni dell'Axxe, le ultime due caratterizzate dalla tipica livrea nero-arancione dei prodotti ARP. La differenza fra queste due versioni e quella originale era principalmente nel montaggio della tastiera. Nelle prime unità della versione originale non era contenuto l'innovativo sistema del "Proportional Pitch Control", brevettato dalla ARP; in esse invece era contenuto un filtro (mod. 4034) copiato dal modello a transistor ladder della Moog Music, che fu rimosso nelle versioni successive (mod. 2310-2323) e che portò a svariate minacce di denuncia per violazione di brevetto, anche se poi la Moog rinunciò ad un'azione legale contro la ARP, accontentandosi di percepire una quota da ARP per ogni esemplare venduto.
Ciò portò allo sviluppo di un nuovo modulo VCF (modello 4075), che venne impiegato anche sui prodotti Odyssey (mod. 2810-2823), Pro/DGX, Quadra, Omni, Omni-2 e Avatar,